# جيسوس فاريلا
جيسوس فاريلا هو كاهن كاثوليكي فلبيني، ولد في 18 ديسمبر 1927 في باكولود في الفلبين، وتوفي في 23 فبراير 2018 في باساي في الفلبين.